# Boreocingula globulus
Boreocingula globulus är en snäckart som först beskrevs av Moller 1842.  Boreocingula globulus ingår i släktet Boreocingula och familjen Rissoidae. Inga underarter finns listade i Catalogue of Life.